# Jana Stevens
Jana Stevens is een personage uit de Vlaamse ziekenhuisserie Spoed dat werd gespeeld door Lore Dejonckheere. Ze was een vast personage van 2007 tot 2008.

## Personage
Jana Stevens wordt aangesteld als een van de drie stagiair-dokters die dokter Ellen Van Poel moeten vervangen. Ze woont nog bij haar ouders en is heel verlegen, maar onder haar onschuldig voorkomen zit een gewiekste vrouw. Ze is vrijgezel en eigenlijk nog altijd wat op zoek naar haar seksuele identiteit. Veel van haar collega’s profiteren hiervan. Ze krijgt dokter Filip Driessen als stagebegeleider.
Niet lang na haar intrede op de spoedafdeling zet ze de eerste stap naar volwassenheid en gaat ze alleen in het appartementje boven Harry’s gaan wonen. Ze weet niet wat ze moet doen als verpleegster Femke laat merken dat ze verliefd is op haar. Uiteindelijk besluiten ze gewoon vriendinnen te blijven.
Jana heeft alles om de nieuwe urgentiearts te worden, maar op de dag voor de definitieve beslissing maakt ze een kapitale fout. Ze geeft geheime informatie over een minister die in behandeling is, door aan de pers. Ook wanneer de schuld op Evi wordt geschoven, doet ze niks om haar vriendin te helpen. Het komt haar immers goed uit dat ze een concurrente minder heeft. Als ze een telefoontje krijgt van de journalist die ze getipt heeft, kan Wim haar gesprek afluisteren en komt hij achter de waarheid. Zo krijgt ze de baan toch niet.

### Vertrek
De stageperiode van Jana, Pieter en Evi loopt ten einde. De raad van bestuur houdt een vergadering, om te beslissen wie de vaste job op de spoeddienst krijgt. Ze hebben reeds besloten dat Pieter definitief uit de boot valt. Intussen wordt Evi ervan beschuldigd geheime informatie over een minister, die op dat moment op de spoeddienst ligt, aan de pers te hebben doorgespeeld. Voor de raad van bestuur is de keuze dan ook evident: Jana wordt de nieuwe spoed-arts en Evi wordt op staande voet ontslagen. Net wanneer de vergadering wordt beëindigd, stormt Wim Michiels de zaal binnen. Hij heeft Jana betrapt terwijl ze telefoneerde met een journalist, wat erop wijst dat zij diegene was die het ziekenhuis in een slecht daglicht heeft geplaatst en niet Evi. Jana wordt bedankt voor bewezen diensten en Evi krijgt de vaste job.